# Национальная библиотека имени Сеченьи
Национальная библиотека имени Сеченьи (венг. Országos Széchényi Könyvtár) — одна из двух национальных библиотек Венгрии (вторая — библиотека Дебреценского университета). В её состав входит Корвиниана — ренессансная библиотека короля Матьяша.
Основной задачей библиотеки является сбор, обработка и хранение всех документов, имеющих отношение к Венгрии. Суммарный объём фонда составляет около 8 млн единиц хранения. Основной фонд «Хунгарика» включает в себя все издания, опубликованные в пределах Венгрии на любых языках; все издания, опубликованные на венгерском языке; все произведения, созданные венгерскими авторами или в сотрудничестве с ними не на венгерском языке либо за пределами Венгрии, и все публикации на иностранных языках, относящиеся к Венгрии.
Национальная библиотека была основана 25 ноября 1802 года графом Ференцем Сеченьи, передавшим в её фонд первые несколько тысяч различных изданий, и носит имя своего основателя. В следующем году публичная библиотека открылась в Пеште и первое время на волне патриотического подъёма существовала за счёт добровольных взносов. В 1808 году парламентом было принято решение об основании Венгерского национального музея, и до 1949 года Национальная библиотека Венгрии находилась в его составе.
В 1846—1847 годах библиотека вместе с музеем переехала в новое здание, построенное в стиле классицизма. В настоящее время Национальная библиотека имени Сеченьи размещается в крыле F Будайского замка.